# Carreiras (Portalegre)
Carreiras é uma povoação portuguesa do Município de Portalegre que foi sede da extinta Freguesia de Carreiras, freguesia que tinha 33,32 km² de área e 583 habitantes (2011), e, por isso, uma densidade populacional de 17,5 hab/km² (2011).
A Freguesia de Carreiras foi extinta (agregada) pela última Reorganização administrativa do território das freguesias, de acordo com a Lei n.º 11-A/2013 de 28 de Janeiro, tendo o seu território sido agregado ao da Freguesia de Ribeira de Nisa para constituir a União de freguesias de Ribeira de Nisa e Carreiras com sede em Ribeira de Nisa.

## História
Existem nesta antiga freguesia vestígios de ocupação humana muito antiga. Do Neolítico, identificaram-se o povoado do Veloso e a anta da herdade do João Martins, próxima da anta do Soveral, já no concelho de Castelo de Vide. Descobriram-se, entretanto, moedas do século I d. C. e vestígios de povoados da alta Idade Média.
A aldeia, com mais do que provável origem medieval, terá nascido de um ponto de reunião dos pastores (cabreiros) da região, no Rossio. Nas proximidades situava-se um pequeno reduto fortificado, talvez com origem anterior, que deveria servir para acolher o gado e a população em caso de necessidade.
A igreja de São Sebastião, nascida talvez sobre um santuário antigo, deverá ter sido edificada na Baixa Idade Média. Teve reconstruções em finais do século XVI e nos últimos decénios do século XVIII.
A urbanização da aldeia terá pretendido ligar núcleos habitacionais mais antigos, identificável nos locais denominados Castelo, Castelinho, Arrabalde e Cabril. Embora tenha um traçado adaptado às curvas de nível da encosta da serra de Castelo de Vide, manifesta preocupações de regularidade. Deverá datar de inícios do século XVI.

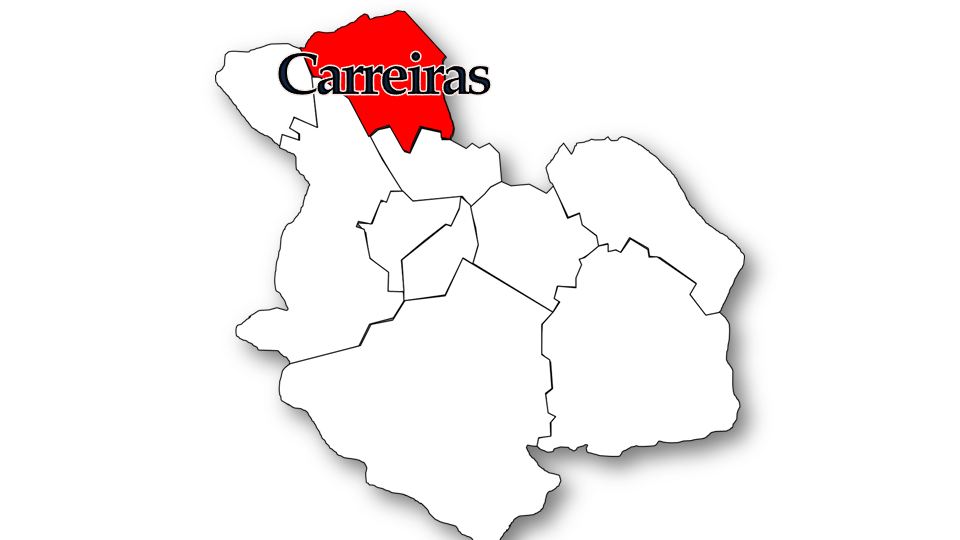
Localização no Município de Portalegre

## População
| População da freguesia de Carreiras | População da freguesia de Carreiras | População da freguesia de Carreiras | População da freguesia de Carreiras | População da freguesia de Carreiras | População da freguesia de Carreiras | População da freguesia de Carreiras | População da freguesia de Carreiras | População da freguesia de Carreiras | População da freguesia de Carreiras | População da freguesia de Carreiras | População da freguesia de Carreiras | População da freguesia de Carreiras | População da freguesia de Carreiras | População da freguesia de Carreiras |
| ----------------------------------- | ----------------------------------- | ----------------------------------- | ----------------------------------- | ----------------------------------- | ----------------------------------- | ----------------------------------- | ----------------------------------- | ----------------------------------- | ----------------------------------- | ----------------------------------- | ----------------------------------- | ----------------------------------- | ----------------------------------- | ----------------------------------- |
| 1864                                | 1878                                | 1890                                | 1900                                | 1911                                | 1920                                | 1930                                | 1940                                | 1950                                | 1960                                | 1970                                | 1981                                | 1991                                | 2001                                | 2011                                |
| 730                                 | 756                                 | 867                                 | 910                                 | 1 027                               | 1 084                               | 1 173                               | 1 129                               | 1 216                               | 1 159                               | 948                                 | 792                                 | 711                                 | 674                                 | 583                                 |

## Património
- Anta da herdade do João Martins (Neolítico);
- Povoado do Veloso (Neolítico / Alta Idade Média);
- Povoado do Monte da Gente (Romano / Idade Média);
- Chafurdão da Madruvaz (Alta Idade Média);
- Ruínas do chafurdão do Casépio (Alta Idade Média);
- Chafurdão das Mergulhoas (Alta Idade Média);
- Chafurdão da herdade do João Martins (Alta Idade Média);
- Torre senhorial da Torre Alta (sécs. XIV/XV/XVI);
- Torre senhorial da herdade da Torre Caldeira (sécs. XVI/XVII);
- Ponte do Ribeiro do Buraco (Medieval / Moderna);
- Ponte da Pontinha (Medieval / Moderna);
- Vestígios de fortificação rural (Medieval);
- Igreja de São Sebastião (sécs. XV/XVI/XVII/XVIII);
- Cruzeiro das Almas (séc. XVIII);
- Oratório das Alminhas (séc. XX);
- Calçada entre Portalegre e Castelo de Vide (Idade Média);
- Calçadas secundárias de acesso a Carreiras (Idade Média).
- Torre do relógio (séc. XX).